# Katia Krafft
Katia Krafft (ur. 17 kwietnia 1942 w Alzacji, zm. 3 czerwca 1991 w Japonii) – francuska wulkanolog, która wraz z mężem Maurice'em zajmowała się badaniem erupcji wulkanicznych.

## Życiorys
Katia Conrad i Maurice Krafft poznali się w Strasburgu, gdzie Katia studiowała chemię. Ślub wzięli w 1970. Całe wspólne życie poświęcili badaniom wulkanów. Podróżowali po całym świecie, filmując i fotografując ponad 150 wybuchów wulkanów, m.in. Etny (Włochy), Oldoinyo Lengai (Tanzania) czy Heimaey (Islandia). Ich zdjęcia erupcji wulkanu Mount St. Helens w 1980 obiegły świat i przyniosły im sławę. Napisali kilkanaście książek o tematyce wulkanologicznej, zrealizowali wiele filmów dokumentalnych. Zgromadzili również największą bibliotekę wulkanologiczną świata.
Zginęli razem w trakcie kolejnej wyprawy badawczej, gdy podczas wybuchu wulkanu Unzen w Japonii zaskoczyła ich śmiercionośna chmura gorejąca.